# ヴォロナ
ヴォロナ（Vorona）は古鳥類の単型の属である。マダガスカル、マハジャンガ州、Berivotra村近郊のマエヴァラノ累層（en)で発見された化石に基づいて記載された。タイプ種はVorona berivotrensisで属名はマダガスカル語で「鳥」を意味し、種小名は発見地Berivotraにちなんでいる。生息年代は白亜紀後期でおそらくカンパニア期（8350万年前から7000万年前）である。化石はばらばらであったものの、おそらく単一の個体のものである (UA 8651 および FMNH PA715として収蔵されている)。
化石の状態が断片的であるためヴォロナの分類上の位置決めは困難で、主に原始的な鳥類の特徴と非常に現代的な特徴が混ざっている点で混迷している。原始的なオルニトゥラエ様類（ornithuromorpha）の可能性がある。
ヴォロナは同じ地域で化石が発見されたドロマエオサウルス類のラホナヴィス・オストロミ（Rahonavis ostromi）と混同されることがある。この混同はヴォロナが足にドロマエオサウルス類に似た鎌状の鉤爪をもつという一般な誤解によるものである。

## 参照
- Forster, Catherine A.; Chiappe, Luis M.; Krause, David W. & Sampson, Scott D. (1996): The first Cretaceous bird from Madagascar. Nature 382: 532-534. doi:10.1038/382532a0 (HTML abstract)